# 三湖 (桃園市)
24°54′13″N 121°06′37″E / 24.9037°N 121.110244°E
三湖，是臺灣桃園市楊梅區的一個傳統地域名稱，位於該區中部偏西。相較於今日行政區，其範圍大致包括三湖里西南半部、頭湖里西部。

## 歷史
台灣清治末期至日治初期，三湖地區為一街庄，稱為「三湖庄」，隸屬於竹北二堡。該庄北與伯公崗庄為鄰，東北與頭湖庄為鄰，東南邊為崩坡庄，西南邊及西邊為上四湖庄。
1901年（日治明治三十四年）11月，全台廢縣廳改設二十廳，該庄隸屬於桃仔園廳。1903年（明治三十六年），改名桃園廳。1909年（明治四十二年）10月，合併二十廳為十二廳，該庄隸屬不變。1920年（大正九年），廢十二廳改設五州二廳，該庄改制為「三湖」大字，隸屬於新竹州中壢郡楊梅庄。1941年，楊梅庄升格為楊梅街。
戰後楊梅街改制為楊梅鎮，隸屬於新竹縣，大字亦改制為里。1950年桃、竹、苗分治，楊梅鎮改隸屬於桃園縣。2010年8月，楊梅鎮因人口達15萬而改制為楊梅市。2014年12月，桃園縣升格為直轄桃園市，楊梅市改制為楊梅區。

## 聚落
本地區發展較早的聚落為三湖、上四湖（跨邊界），在日治期初期的官方地圖上已有記載。此外，本地區尚有彭厝、二湖等聚落。

## 交通
省道台31線又稱「高鐵橋下桃園段道路」，是蘆竹至湖口與高鐵並行的平面幹道，大致以東北—西南走向經過三湖地區西北部。由該道路向東北可前往新屋、中壢、大園、蘆竹的高鐵沿線各地，向西南可前往湖口的高鐵沿線各地。
區道桃13線（楊湖路三段～二段）是四湖橋至楊梅的道路，也是新湖口至楊梅道路的桃園市境內路段，大致以橫向轉西南西—東北東走向再轉西北西—東南東走向蜿蜒經過本地區。由該道路向西轉西南可前往上四湖、下四湖並止於桃園市、新竹縣界四湖橋的新竹縣鄉道竹10線東側端點，向東南東轉東再轉東南可前往頭湖、水尾、大平山下並止於省道台1線路口。
區道桃111線（民安路）是老飯店至上四湖的道路，其西南側端點位於本地區西北部區道桃13線路口。由此向東北可前往上陰影窩地區的老飯店聚落並止於縣道115號路口。